# Legio IIII Scythica
Legio IIII Scythica of Legio quarta Scythica ("Scythisch vierde Legioen") was een legioen van het Romeinse leger. Het legioen is in de jaren na 42 v.Chr. opgericht door Marcus Antonius. Het is aannemelijk dat het legioen deelnam aan zijn campagne tegen de Parthen, maar het cognomen Scythica suggereert een strijd tegen de Scythen.
Het legioen kan oorspronkelijk zijn gestationeerd in de Romeinse provincie Syria. Vanaf 31 v.Chr. verbleef het legioen in Moesia, met Viminacium als mogelijke thuisbasis. De soldaten werkten mee aan de bouw van onder andere wegen in deze regio. Een van de officieren in dit legioen was de latere keizer Vespasianus.
Tijdens het bewind van keizer Nero werd het legioen naar het oosten verplaatst. In het jaar 62 streed het legioen mee in een strafexpeditie tegen Armenië, maar ze moesten zich overgeven aan de Parthen. In 66 werd het legioen gestationeerd in Zeugma, waar het tot in de derde eeuw zou blijven. Tijdens de Joodse Oorlog in 66 leden soldaten van dit legioen een nederlaag.
Gedurende de tweede eeuw werd het legioen ingezet tegen de Parthen en tegen de Bar Kochba-opstand. Van 181 tot 183 was Septimius Severus officier van het legioen, en hij zou als keizer de soldaten nog enkele malen inzetten tegen de Parthen. Het legioen veroverde in 197 voor de tweede keer de Parthische hoofdstad Ctesiphon.
In 219 rebelleerde de legioenscommandant Gellius Maximus tegen keizer Heliogabalus. Hierna wordt van het legioen niets meer vernomen in de bronnen. Het is overigens waarschijnlijk dat het legioen nog tot in de vierde eeuw in Syria gelegerd bleef, alhoewel Zeugma werd ingewisseld voor een andere, onbekende, basis. Die verplaatsing zou onder keizer Diocletianus zijn gebeurd. In de Notitia Dignitatum (begin vijfde eeuw) wordt het legioen nog genoemd en blijkt het nog steeds Syria als thuisbasis te hebben.